# Mason County (West Virginia)
Mason County ist ein County im Bundesstaat West Virginia der Vereinigten Staaten. Der Verwaltungssitz (County Seat) ist Point Pleasant. Das U.S. Census Bureau hat bei der Volkszählung 2020 eine Einwohnerzahl von 25.453 ermittelt.

## Geographie
Das County liegt im Westen von West Virginia, grenzt an Ohio, wobei die Grenze durch den Ohio River gebildet wird, und hat eine Fläche von 1152 Quadratkilometern, wovon 34 Quadratkilometer Wasserfläche sind. Es grenzt im Uhrzeigersinn an folgende Countys: Gallia County (Ohio), Meigs County (Ohio), Jackson County, Putnam County und Cabell County.

## Geschichte
Mason County wurde am 2. Januar 1804 aus Teilen des Kanawha County gebildet. Benannt wurde es nach George Mason, einem maßgeblichen Autor der Verfassung seines Heimatstaates Virginia, insbesondere der Virginia Declaration of Rights und Mitglied der Verfassunggebenden Versammlung („Constitutional Convention“) der Vereinigten Staaten.

## Demografische Daten

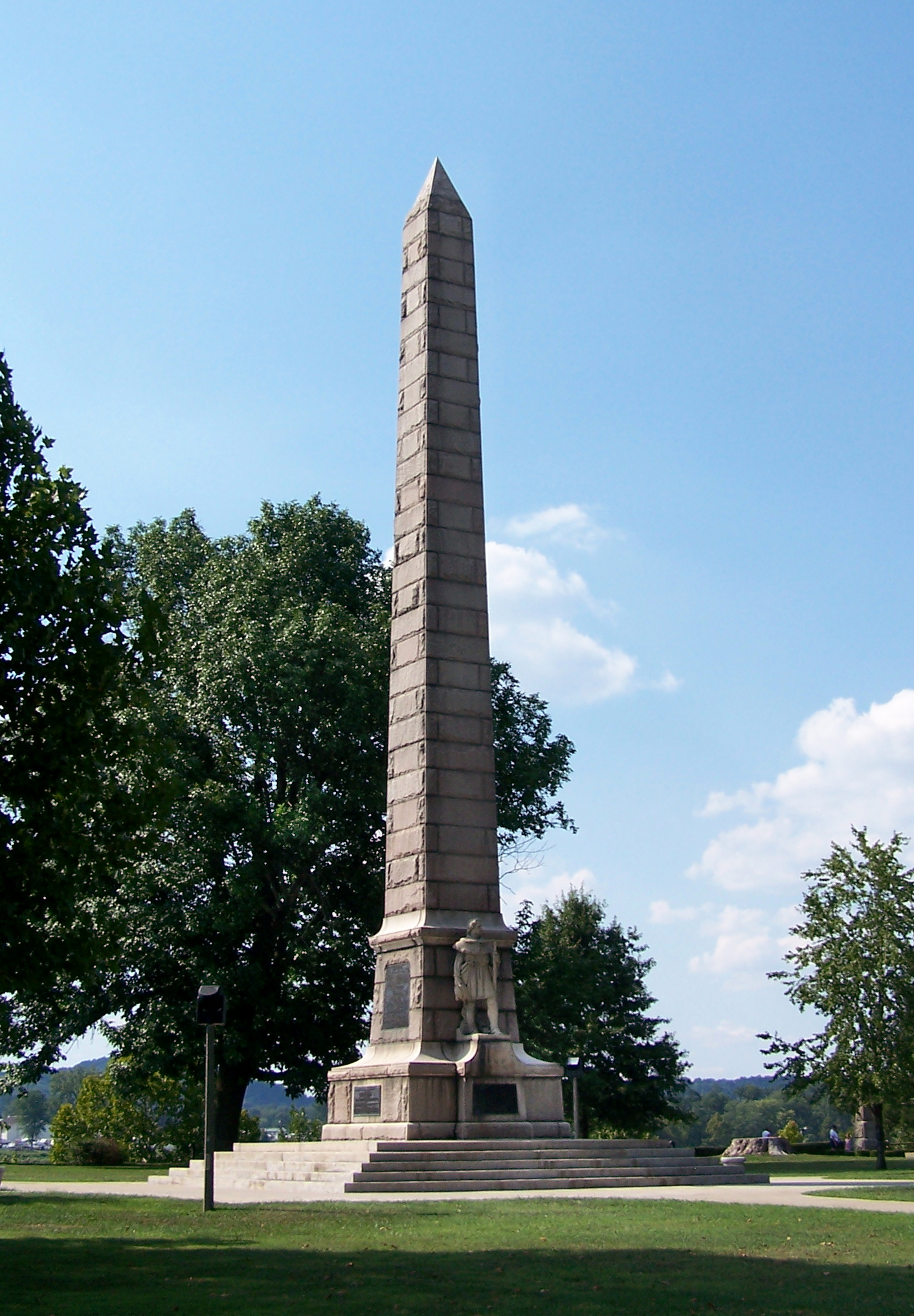
Point Pleasant Battle Monument

Alterspyramide des Mason County

Nach der Volkszählung im Jahr 2000 lebten im Mason County 25.957 Menschen in 10.587 Haushalten und 7.569 Familien. Die Bevölkerungsdichte betrug 23 Einwohner pro Quadratkilometer. Ethnisch betrachtet setzte sich die Bevölkerung zusammen aus 98,37 Prozent Weißen, 0,50 Prozent Afroamerikanern, 0,18 Prozent amerikanischen Ureinwohnern, 0,27 Prozent Asiaten, 0,01 Prozent Bewohnern aus dem pazifischen Inselraum und 0,11 Prozent aus anderen ethnischen Gruppen; 0,56 Prozent stammten von zwei oder mehr Ethnien ab. 0,47 Prozent der Bevölkerung waren spanischer oder lateinamerikanischer Abstammung.
Von den 10.587 Haushalten hatten 30,6 Prozent Kinder und Jugendliche unter 18 Jahre, die bei ihnen lebten. 57,6 Prozent waren verheiratete, zusammenlebende Paare, 10,1 Prozent waren allein erziehende Mütter, 28,5 Prozent waren keine Familien, 25,5 Prozent waren Singlehaushalte und in 11,5 Prozent lebten Menschen im Alter von 65 Jahren oder darüber. Die Durchschnittshaushaltsgröße betrug 2,42 und die durchschnittliche Familiengröße lag bei 2,89 Personen.
Auf das gesamte County bezogen setzte sich die Bevölkerung zusammen aus 22,7 Prozent Einwohnern unter 18 Jahren, 8,3 Prozent zwischen 18 und 24 Jahren, 27,7 Prozent zwischen 25 und 44 Jahren, 26,1 Prozent zwischen 45 und 64 Jahren und 15,2 Prozent waren 65 Jahre alt oder darüber. Das Durchschnittsalter betrug 40 Jahre. Auf 100 weibliche Personen kamen 96,2 männliche Personen. Auf 100 Frauen im Alter von 18 Jahren oder darüber kamen statistisch 92,1 Männer.

Das jährliche Durchschnittseinkommen eines Haushalts betrug 27.134 USD, das Durchschnittseinkommen der Familien betrug 32.953 USD. Männer hatten ein Durchschnittseinkommen von 32.382 USD, Frauen 17.074 USD. Das Prokopfeinkommen betrug 14.804 USD. 16,6 Prozent der Familien und 19,9 Prozent der Bevölkerung lebten unterhalb der Armutsgrenze. Davon waren 27,3 Prozent Kinder oder Jugendliche unter 18 Jahre und 14,5 Prozent waren Menschen über 65 Jahre.